# Stopplaats 't Haantje
Stopplaats 't Haantje is een voormalig stopplaats aan de Nederlandse spoorlijn Amsterdam - Rotterdam, destijds aangelegd en geëxploiteerd door de Hollandsche IJzeren Spoorweg-Maatschappij (HIJSM). De stopplaats lag ten noordwesten van Delft nabij de buurtschap 't Haantje, gelegen in de gemeente Rijswijk. De stopplaats lag daardoor in de Plaspoelpolder. Aan de spoorlijn werd de stopplaats voorafgegaan door stopplaats Kleiweg en gevolgd door stopplaats Singelweg. Stopplaats 't Haantje werd geopend in op 1 juni 1887 en gesloten op 1 mei 1903.